# Yvan Ottenbourgh
Yvan Ottenbourgh (Meensel-Kiezegem, 21 mei 1943) is een voormalig Belgisch senator.

## Levensloop
Ottenbourgh werd beroepshalve onderwijzer en werd vervolgens bediende bij de Boerenbond.
Via de Boerenbond verzeilde hij in de CVP (vanaf 2001 CD&V) en zetelde hij voor deze partij van 1985 tot eind 1994 in de Belgische Senaat: van 1985 tot 1987 als rechtstreeks verkozen senator voor het arrondissement Leuven en van 1987 tot 1994 als provinciaal senator voor Brabant. 
In de periode december 1985-december 1987 had hij als gevolg van het toen bestaande dubbelmandaat ook zitting in de Vlaamse Raad. De Vlaamse Raad was vanaf 21 oktober 1980 de opvolger van de Cultuurraad voor de Nederlandse Cultuurgemeenschap, die op 7 december 1971 werd geïnstalleerd, en was de voorloper van het huidige Vlaams Parlement.
Van 1995 tot 2006 was hij eveneens provincieraadslid en gedeputeerde van Vlaams-Brabant.